# The Invisible Intruder
The Invisible Intruder (littéralement : « L'intrus invisible ») est le quarante-sixième roman de la série américaine Alice (Nancy Drew en VO) écrit par Caroline Quine, nom de plume collectif de plusieurs auteurs. L'auteur est Harriet Adams.
Aux États-Unis, le roman a été publié pour la première fois en 1969 par Grosset & Dunlap (New York).
Il est inédit en France.

## Résumé
Lire en ligne en anglais
Alice et ses amis sont invitées à une chasse au fantômes par une ancienne camarade d'Alice, Helen. Ils visitent plusieurs lieux réputés hantés.
Tout d'abord, le camp de vacances du lac Sevanee sur lequel un canoë pagaye de lui-même sur l'eau, ce qui fait fuir la clientèle. Un couple, les Prizer, insiste auprès du gérant pour racheter le camp à bas prix. Mais Alice et ses amis découvrent qu'un mécanisme de télécommande est caché dans le moteur du canoë.
Le groupe se rend ensuite dans une maison d'hôtes prétendument hantée. Une diseuse de bonne aventure, Madame Tarantella, s'y trouve. Elle sait beaucoup de choses de la vie d'Alice, et prédit à Bess qu'elle va bientôt se marier, ce qui donnera lieu à des taquineries de la part de ses camarades à son endroit et à l'endroit de Daniel, son chevalier servant. La voyante laisse à Alice des papiers à examiner puis disparaît.
Ned est kidnappé mais parvient à s'enfuir.
La troisième étape est une autre maison d'hôtes. Un cheval fantôme et son cavalier fantôme galopent à travers le champ alentour, faisant fuir les clients. La propriétaire, Mme Hodge, est elle aussi sollicitée pour vendre l'endroit à bas prix.
Alice est à présent persuadée que les Prizer sont à l'origine de tous ces phénomènes « surnaturels » et qu'ils ont pour but de racheter à un prix modique les propriétés « hantées ». Les Prizer sont très irrités de constater que, depuis l'arrivée d'Alice, les propriétaires refusent de vendre. Ils saccagent la chambre personnelle de Mme Hodge et volent son acte de propriété.
Le quatrième endroit hanté que visitent Alice et ses amis est l'auberge de M. Warfield, un vieil ami de James Roy. L'auberge est récemment hantée par un soldat fantomatique. Sans surprise, Alice découvre que les Prizer ont fait une offre dérisoire au propriétaire pour racheter son bien.
Le mystère prend fin quand Alice, Ned, Jim et Helen sont piégés par l'un des membres du gang dans un musée local, dans l'inquiétante salle des crânes. Les cinq amis parviennent à tromper leur geôlier, Jeffers, et à l’enfermer dans la cage où il les avait emprisonnés. La police arrête les Prizers et leurs complices, y compris Madame Tarantella, qui s'avère être une fausse voyante. Celle-ci déclare que, bien qu'elle déteste Alice pour avoir anéanti leur plan machiavélique, elle admire les talents de la jeune détective.

## Remarque
Hélène (Helen Corning en VO), l'amie qui accompagnait Alice dans les premiers titres de la série, réapparaît dans ce roman. On y apprend qu'elle est maintenant mariée à Jim Archer et qu'elle s'appelle Helen Archer.

## Personnages
- Personnages récurrents
  - Alice Roy, dix-huit ans, détective amateur blonde, orpheline de mère, fille de James Roy.
  - James Roy, avoué[3] de renom, père d'Alice Roy, veuf.
  - Bess Taylor, jeune fille blonde et rondelette, une des meilleures amies d'Alice.
  - Marion Webb, jeune fille brune et sportive, cousine germaine de Bess Taylor et une des meilleures amies d'Alice.
  - Ned Nickerson, jeune homme brun et athlétique, ami et chevalier servant d'Alice, étudiant à l'université d'Emerson.
  - Daniel Evans, ami et chevalier servant de Bess, camarade d'université de Ned.
  - Bob Eddleton, ami et chevalier servant de Marion, camarade d'université de Ned.

- Personnages spécifiques au roman
  - Helen Archer (nee Corning), une vieille amie d'Alice Roy
  - Jim Archer, l'époux de Helen
  - Mme Hodge, propriétaire de la maison d'hôtes « hantée », la Red Barn Guesthouse
  - M. Warfield, tenancier d'une auberge « hantée »
  - Madame Tarantella, fausse diseuse de bonne aventure.
  - M. et Mme Prizer, escrocs
  - Rita Rodriguez
  - Rod Rodriguez, le mari de Rita
  - Jeffers, acolyte des Prizer
  - Bab et Don Hackett, membre du gang d'escrocs